# Simon Phan Đắc Hòa
Simon Phan Đắc Hòa là một ông trùm họ đạo làng Công giáo và là một lang y, tử vì đạo dưới triều vua Minh Mạng, được Giáo hội Công giáo Rôma phong Hiển Thánh vào năm 1988.
Ông sinh năm 1774 tại làng Mai Vĩnh, xã Mông Thôn, tỉnh Thừa Thiên (nay thuộc xã Vinh Xuân, huyện Phú Vang, tỉnh Thừa Thiên Huế, thuộc Tổng Giáo phận Huế). Cha ông là quan trong triều nhưng mất sớm, mẹ ông là vợ lẽ. Được một gia đình công giáo nhận nuôi nên năm 12 tuổi, ông theo đạo, lấy tên thánh là Simon, do biết chữ Nho nên đi giúp các linh mục, được gửi vào chủng viện. Nhưng do có ngăn trở về phía gia đình, khó tiến lên chức thánh, nên ông trở về nhà, theo học đông y, lập gia đình với một phụ nữ làng Nhu Lý, được cho làm trùm họ. Nhà ông là nơi nương náu của Giám mục Cuenot Thể, thừa sai Jaccard Phan, Giám mục  De la Motte Y. Tối ngày 13 tháng 4 năm 1840, khi đang đưa giám mục De la Motte Y đến làng Hòa Ninh, thuyền ông bị các quan phát hiện. Quân lính đuổi theo bắt hai người đưa về huyện Dương Xuân, rồi giải về Quảng Trị giam hai tháng, cuối cùng đưa về Huế. Ông thụ án tử ngày 12 tháng 12 năm 1840 tại pháp trường Chợ An Hòa, gần họ Đốc Sơ.